# Église du Sauveur à Oubory

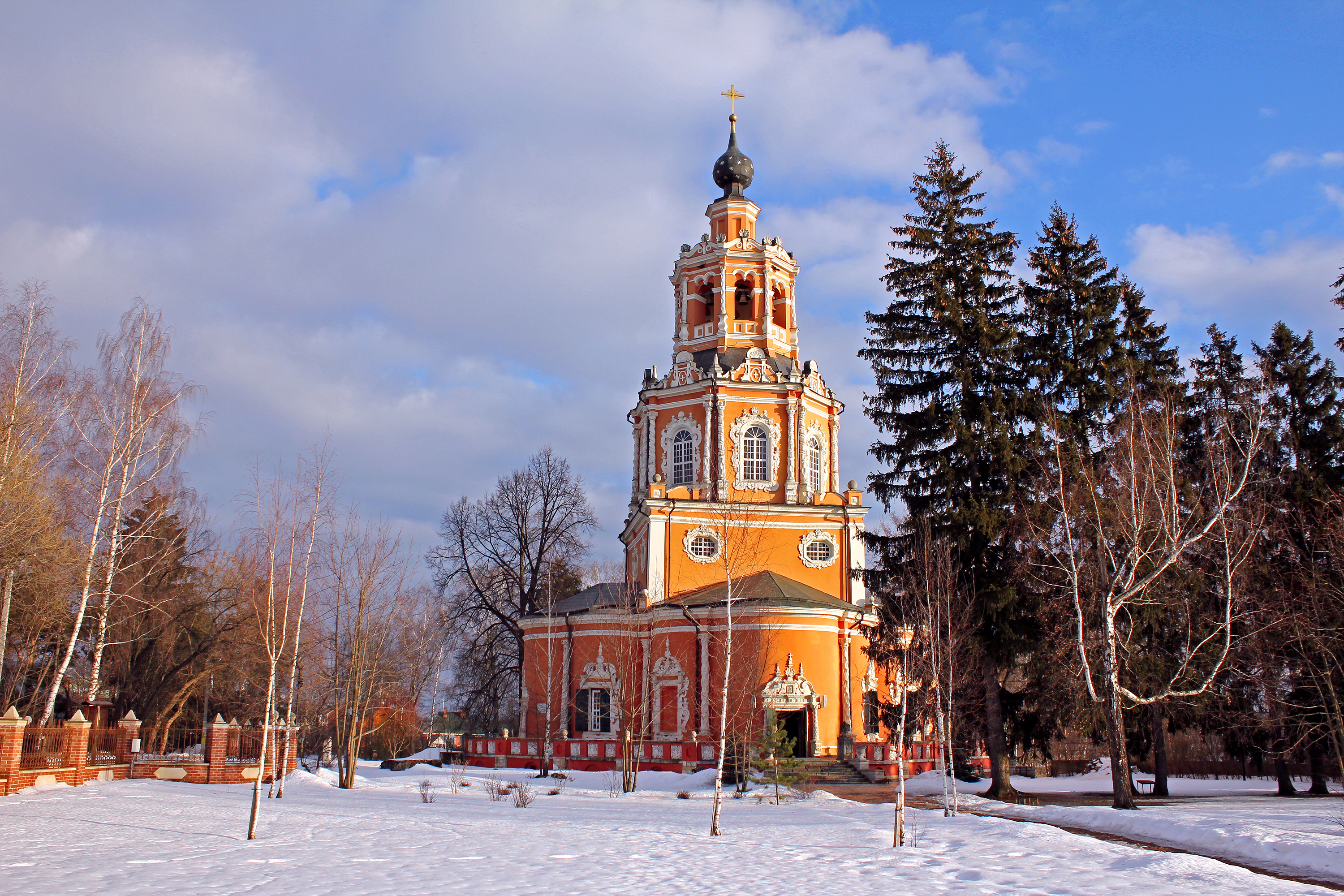
Église de l'Image de la Sainte Face à Oubory

L'église du Sauveur à Oubory ou église de l'Image de la Sainte Face (en russe : Спасская церковь (Уборы) ou  Храм Спаса Нерукотворного Образа) est une église orthodoxe de l'éparchie de Moscou située dans le village d'Oubory (ru), dans le district moscovite d'Odintsovski. Elle est inscrite sur la liste de l'héritage national russe protégé sous le numéro 5010340000.  
L'église est le bâtiment le plus intéressant du village. En 1673, une église en bois est construite à la demande du boyard de la famille Cheremetiev, Piotr Cheremetiev Vassilevitch (appelé parfois Cheremetiev-Menche). Le nom du village à l'époque est Spasski qui signifie Sauveur ou encore Spas-Oubory. Le tsar Alexis Ier, favorable à cette construction, offre à la paroisse des livres religieux consacrés au jeûne et à la liturgie de la Pentecôte.
Plus tard, en 1694-1695, Piotr Cheremetiev décide de construire un édifice en pierre à l'emplacement de celui en bois et confie la réalisation à l'architecte Yakov Bukhvostov qui a réalisé également, ensemble avec d'autres architectes, l'église du monastère de la Nouvelle Jérusalem.
Mais Bukhvostov est occupé à l'époque à la construction de l'église de la Dormition (ru) de Riazan, ainsi qu'à la construction des murs et des tours du monastère de la Nouvelle Jérusalem, et, de ce fait, ne parvient pas à terminer l'église d'Oubory dans les délais, en 1695. Cheremetiev lui intente un procès devant l'ordre des architectes en réclamant des pénalités et des dédommagements. Comme l'architecte n'a pas les moyens de payer, son ordre professionnel le fait arrêter et emprisonner et même lui fait subir des sanctions physiques telles que le fouet pour qu'il termine sa construction.
La construction de l'église est achevée après la mort du boyard, à la fin de l'année 1697. Trois années plus tard, la décoration est en place : une iconostase sculptée de 25 mètres de haut, dorée et décorée de 9 registres d'icônes. Le 17 septembre 1700, est offert l'antimension qui permet la consécration de l'église.
Au cours de la Campagne de Russie en 1812, l'armée française saccage l'église et, jusqu'en 1836, elle reste dans un état lamentable de délabrement.
En 1849, une pétition est organisée pour remettre l'église en état, pour remplacer les châssis des fenêtres et restaurer les icônes. L'église peut ensuite être rouverte au culte jusqu'à la fin des années 1930. Puis l'iconostase est sciée et brûlée. Les cloches sont retirées pour être refondues. En 1995, l'église est rendue au culte. Ce sont les architectes М. О. Poustovalov et Andreï Anissimov (ru) qui se chargent de cette dernière restauration.
Le style de l'église du Sauveur est du baroque moscovite appelé aussi baroque Narychkine. C'est aussi un type d'église sous les cloches. Son style combine les traditions architecturales russes en pierres blanches et les innovations de l'architecture européenne occidentale. Les édifices de ce type sont caractérisés par leur riche décoration et leur luminosité, leur gamme de couleurs et leurs murs jaunes ou rouges sur lesquels vient contraster la couleur blanche de la décoration sculptée. Dans le baroque Narychkine, les éléments habituels des ordres architecturaux sont largement utilisés : frontons décoratifs, pilastres, arcs. La façade de l'église est ornée de chambranles en pierre blanche, de colonnes torsadées surmontées de chapiteaux. L'édifice est formé de trois niveaux superposés. Un quatrième volume domine l'ensemble en s'appuyant sur de hauts stylobates. Le rez-de-chaussée aux formes arrondies s'ouvre sur le narthex. Celui-ci est dominé par le corpus octogonal du deuxième niveau. De l'ancienne décoration de l'église, il ne reste qu'un chandelier qui se trouve à côté des icônes des saints Pierre et Paul.
Actuellement, l'église sert au culte orthodoxe. 

## Décor pour le cinéma
Le réalisateur russe Nikita Mikhalkov a utilisé le décor de cette église pour deux de ses films : 
- Les Yeux noirs (1987)
- Le Barbier de Sibérie (1998)